# Víctor Martínez Blanco
Víctor Martínez Blanco (Ciudad de Panamá, 9 de noviembre de 1924-ibíd., 27 de septiembre de 2014) fue un locutor y presentador de TV más conocido por su programa Sábados con Martínez Blanco y su reconocido segmento "Gatear y ganar".

## Carrera
Don Víctor Martínez Blanco nació el 9 de noviembre de 1924 en la Ciudad de Panamá y se crio en San Felipe. Comenzó su trayectoria en los años 40 en Radio Continental (hoy RPC Radio) y su programa llamado Atracciones Continentales que dirigía al lado del periodista Orlando Mocci. El programa se grababa en el Teatro Edison en directo.
Estuvo presente en las aperturas de las primeras televisoras de Panamá y fue contratado para "La Caja tonta". Martínez Blanco fue locutor de varios programas televisivos y radiales en Panamá, pero su mayor éxito fue Sábados con Martínez Blanco y el segmento "Gatear y ganar". Martínez Blanco también trabajó para la cadena Telemetro, también con un programa televisivo.
Martínez Blanco tuvo que exiliarse a Estados Unidos por una broma que hizo en televisión con una piña y el nombre de Manuel Antonio Noriega, quien en esos tiempos era dictador militar de Panamá, y cuyo rostro marcado tenía semejanza con la fruta, hecho que fue aprovechado por sus opositores llamándole despectivamente como "Cara de Piña".
Martínez Blanco retomó su carrera en el año 1990, luego del derrocamiento de Noriega, y se fue a Canal 11 (renombrado después a SerTV) con el programa Sábados con Martínez Blanco con seis horas de transmisión. En sus últimos años, fue presentador del programa Operación Convivencia ya con 89 años. Falleció el sábado 27 de septiembre de 2014 camino al Hospital Santo Tomás de la Ciudad de Panamá a causa de un infarto.